# Karaul (ort i Kazakstan)
Karaul (ryska: Караул) är en ort i Kazakstan.   Den ligger i oblystet Östkazakstan, i den östra delen av landet, 600 km öster om huvudstaden Astana. Karaul ligger 622 meter över havet och antalet invånare är 5 261.
Terrängen runt Karaul är platt.  Trakten runt Karaul är nära nog obefolkad, med mindre än två invånare per kvadratkilometer. Det finns inga andra samhällen i närheten. Trakten runt Karaul består i huvudsak av gräsmarker.